# Идеальные дни
«Идеальные дни» (англ. Perfect Days) — драматический фильм 2023 года, снятый немецким режиссёром Вимом Вендерсом по сценарию Вендерса и Такумы Такасаки. Фильм является совместным производством Японии и Германии. В главной роли уборщика общественных туалетов в Токио снялся Кодзи Якусё.
Премьера состоялась 23 мая 2023 года на 76-м Каннском кинофестивале, где фильм претендовал на Золотую пальмовую ветвь и получил приз экуменического жюри и награду за лучшую мужскую роль для Кодзи Якусё. «Идеальные дни» были номинированы на 96-й церемонии вручения премии «Оскар» в категории лучший фильм на иностранном языке, став первым фильмом, снятым не японским режиссером и выдвинутым в качестве заявки от Японии.

## Сюжет
Хираяма работает уборщиком общественных туалетов в Токио. Он гордо и тщательно делает свою работу. Каждый день, начиная с рассвета, он повторяет свою структурированную, ритуализированную жизнь. Свободное время он посвящает музыке, которую слушает на кассетах в своём микроавтобусе по пути на работу и обратно, и книгам, которые читает каждый вечер перед сном. В конце каждого дня он видит сны в виде мелькающих импрессионистических последовательностей.
Хираяма также очень любит деревья и проводит время, занимаясь домашним садоводством и фотографируя растения. Каждый день он ест сэндвич в тени деревьев в парке и фотографирует их ветви и листья.
Молодой помощник Хираямы Такаси часто опаздывает, шумит и не так тщательно убирает туалеты. Однажды девушка по имени Ая заходит в общественный туалет, который чистит Такаси, и он спешит закончить работу. Он пытается уехать вместе с девушкой, но его мотоцикл не заводится, и он уговаривает Хираяму разрешить ему воспользоваться его машиной. Когда Ая говорит, что Такаси может остаться с ней, так как она работает в хостес-баре, он громко жалуется, что у него нет денег. Такаси подкладывает девушке в сумочку кассету с записью Патти Смит. Он уговаривает Хираяму пойти в магазин, чтобы оценить несколько его кассет. Когда Такаси обнаруживает, насколько они ценны, он уговаривает Хираяму продать их, но Хираяма отказывается и даёт ему немного денег, чтобы он мог поехать к девушке. Когда по дороге домой у Хираямы заканчивается бензин, он вынужден продать кассету.
Хираяма начинает игру в крестики-нолики с незнакомцем после того, как находит листок бумаги, спрятанный в кабинке туалета. Игра продолжается на протяжении всего фильма. Он обменивается осторожными взглядами с незнакомой женщиной, обедающей через одну скамейку.
Ая догоняет Хираяму, чтобы вернуть украденную кассету. Она просит в последний раз проиграть её в машине, а затем в знак благодарности целует его в щёку, чем заметно его удивляет. В выходной день Хираяма стирает, отвозит плёнку с фотографиями деревьев в проявку, убирает квартиру, покупает новую книгу и ужинает в ресторане, где хозяйка делится с ним сплетнями.
Нико, племянница Хираямы, появляется без предупреждения, сбежав из дома богатой сестры главного героя — Кэйко. Хираяма разрешает Нико сопровождать его на работу в течение следующих двух дней. Они фотографируют деревья в парке и вместе катаются на велосипедах. В конце концов Кейко приезжает за Нико на машине с шофёром. Кейко не может поверить, что он работает уборщиком в общественном туалете, и просит его навестить их отца, который болен и живёт в доме престарелых. Он отказывается, но обнимает сестру. Когда они уезжают, Хираяма начинает безутешно плакать.
Такаси увольняется без предупреждения, оставляя Хираяму работать одного. Позже, когда Хираяма отправляется в свой привычный ресторан, он открывает дверь и видит, как хозяйка обнимает мужчину. Хираяма спешит уйти, покупает хайбол и сигареты, чтобы выпить и покурить на берегу реки. Мужчина, которого Хираяма видел в ресторане, подходит к нему и просит сигарету. Мужчина рассказывает, что владелица ресторана — его бывшая жена, которую он не видел семь лет, и что она открыла свой ресторан через год после развода с ним. Он говорит, что пришёл к ней, чтобы помириться перед смертью от рака, и поручает Хираяме присматривать за ней. После этого двое мужчин играют со своими тенями.
Хираяма начинает неделю за рулём своего автомобиля по дороге на работу. Когда он слушает песню Нины Симон «Feeling Good», выражение его лица чередуется между широкой улыбкой и слезами.
В сцене после финальных титров объясняется ключевое понятие фильма: Komorebi — слово в японском языке, означающее игру света и теней, создаваемую трепещущими на ветерке листьями, существующую только здесь и сейчас.

## В ролях
- Кодзи Якусё — Хираяма
- Токио Эмото — Такаси
- Ариса Накано — Нико
- Юми Асо — Кейко
- Саюри Исикава — мама
- Аои Ямада — Ая

## Производство
Вскоре после ослабления в Японии мер предосторожности, связанных с пандемией COVID-19, продюсер Кодзи Янаи пригласил режиссёра Вима Вендерса в Токио для знакомства с проектом The Tokyo Toilet, начатым в 2020 году. В рамках данного проекта в токийском районе Сибуя при поддержке Nippon Foundation были обустроены 17 инновационных общественных туалетов, к созданию которых приложили руку 16 архитекторов и дизайнеров мирового уровня. Сначала продюсеры предполагали, что Вендерс снимет короткометражный фильм или серию короткометражных фильмов об этих заведениях, но он решился на создание полнометражного фильма. Соавтор сценария Такума Такасаки объяснил, что концепция персонажа Хираямы стала для них новой территорией. Производством картины занимались компании Master Mind Limited (Япония) и Spoon Inc. (Япония) в сотрудничестве с Wenders Images (Германия).
Съёмки фильма в Токио продлились 17 дней.

## Премьера и награды
Фильм «Идеальные дни» был отобран для участия в основном конкурсе Каннского кинофестиваля 2023 года и претендовал на получение Золотой пальмовой ветви. Его мировая премьера прошла в Каннах 25 мая 2023 года. Последующие показы состоялись на Международном кинофестивале в Торонто 2023 года и Нью-Йоркском кинофестивале 2023 года.
«Идеальные дни» были выпущены в Германии 21 декабря 2023 года компанией DCM, а в Японии 22 декабря компанией Bitters End. Фильм вышел в прокат в США 7 февраля 2024 года.

## Музыка
Музыка, которую Хираяма слушает на аудиокассетах, является лейтмотивом фильма. Объясняя выбор Хираямы в отношении конкретных песен, Вендерс заявил: «Может быть, он цепляется за прошлое. Но он также немного цепляется за свою молодость, и ему нравится эта музыка. Утром он с точностью выбирает, что будет слушать в этот день. И это не случайно». Вендерс назвал Лу Рида «могучим голосом в фильме», а Нину Симон ― «одним из великих героев моей жизни и некоторых других людей».
| Название                                        | Исполнитель            | Год  |
| ----------------------------------------------- | ---------------------- | ---- |
| «The House of the Rising Sun»                   | The Animals            | 1964 |
| «Pale Blue Eyes»                                | The Velvet Underground | 1969 |
| «(Sittin' On) The Dock of the Bay»              | Отис Реддинг           | 1968 |
| «Redondo Beach»                                 | Пэтти Смит             | 1975 |
| «(Walkin' Thru The) Sleepy City»                | The Rolling Stones     | 1964 |
| «Perfect Day»                                   | Лу Рид                 | 1972 |
| «Aoi Sakana»                                    | Сачико Каненобу        | 1972 |
| «Sunny Afternoon»                               | The Kinks              | 1966 |
| «The House of the Rising Sun» (японская версия) | Маки Асакава           | 1972 |
| «Brown Eyed Girl»                               | Ван Моррисон           | 1967 |
| «Feeling Good»                                  | Нина Симон             | 1965 |
| «Perfect Day» (версия Komorebi)                 | Патрик Уотсон          | 2024 |

## Восприятие
На сайте Rotten Tomatoes фильм имеет рейтинг одобрения 96 % на основе 166 рецензий со средней оценкой 8,3 из 10. По мнению критиков сайта, «Захватывающая драма о жизни, во главе которой стоит замечательный Кодзи Якусё. „Идеальные дни“ — это тихо парящая жемчужина в замечательной фильмографии режиссёра и соавтора Вима Вендерса». Metacritic, использующий средневзвешенную оценку, поставил фильму 80 баллов из 100, основываясь на данных 37 критиков, что свидетельствует о «в целом благоприятных» отзывах.
Член ФИПРЕССИ Синь Ван назвал этот фильм шедевром жизни Вима Вендерса. Настасья Горбачевская (Film.ru) оценила «Идеальные дни» на 8 баллов. По её мнению, это «кино наполненного и осмысленного молчания».

## Награды и номинации
| Награда                | Дата вручения   | Категория                         | Номинанты и получатели | Результат | П.            |
| ---------------------- | --------------- | --------------------------------- | ---------------------- | --------- | ------------- |
| «Оскар»                | 10 марта 2024   | Лучший фильм на иностранном языке | Идеальные дни          | Номинация | [ 22 ]        |
| Азиатская кинопремия   | 10 марта 2024   | Лучший фильм                      | Идеальные дни          | Номинация | [ 23 ] [ 24 ] |
| Азиатская кинопремия   | 10 марта 2024   | Лучший актёр                      | Кодзи Якусё            | Победа    | [ 23 ] [ 24 ] |
| Голубая лента          | февраль 2024    | Лучший фильм                      | Идеальные дни          | Номинация | [ 25 ]        |
| Голубая лента          | февраль 2024    | Лучший актёр                      | Кодзи Якусё            | Номинация | [ 25 ]        |
| Каннский кинофестиваль | 27 мая 2023     | «Золотая пальмовая ветвь»         | Вим Вендерс            | Номинация | [ 8 ]         |
| Каннский кинофестиваль | 27 мая 2023     | Лучший актёр                      | Кодзи Якусё            | Победа    | [ 26 ]        |
| Каннский кинофестиваль | 27 мая 2023     | Приз экуменического жюри          | Вим Вендерс            | Победа    | [ 27 ]        |
| «Сезар»                | 23 февраля 2024 | Лучший иностранный фильм          | Идеальные дни          | Номинация | [ 28 ] [ 29 ] |
| «Выбор критиков»       | 14 января 2024  | Лучший фильм на иностранном языке | Идеальные дни          | Номинация | [ 30 ]        |